# Maria Apostol
Maria Apostol (n. 11 august 1954, Comuna Runcu, Gorj – d. 5 septembrie 1993, Comuna Runcu, Gorj) a fost o cântăreață de muzică populară din zona Olteniei.
Maria Apostol a debutat în muzică la vârstă de 5 ani pe scena Căminului cultural Runcu. Până la 14 ani a obținut numai locul întâi la toate concursurile ținute în județ. La 16 ani, în tabăra de copii de la Năvodari, a obținut locul întâi pe țară din 600 de concurenți.
În anul 1972, la 18 ani, artista, își dă debutul la  Radio România cu cântece ca: Ușurel trecui prin lume, Jiule voinicule.
În anul 1973, fiind încă elevă la liceu, Maria Apostol a câștigat trofeul „Floarea din grădină” al emisiunii omonime a Televiziunii Romane, moderată de profesorul Mihai Florea.
A realizat o serie de concerte cu Maria Lătărețu și Floarea Tănăsescu.
Din toamna anului 1973 și până în anul 1990 a activat la Ansamblul Artistic „Rapsodia Română” din București, avându-i colegi pe Aneta Stan, Elena Merișoreanu, Gheorghe Turda și Nelu Bălășoiu.
În anul 1974, Electrecord preia de la Radiodifuziune 4 piese dintr-un recital, realizând primul disc al artistei.
Repertoriul Mariei Apostol conține peste 200 de cântece de mare sensibilitate artistică, fiind una dintre cele mai apreciate cântărețe ale folclorului gorjean, comparată mereu cu Maria Lătărețu și Filofteia Lăcătușu.
A colaborat cu mari dirijori ca: Victor Predescu, Radu Voinescu, Paraschiv Oprea, Marin Ghiocel, Ionel Budișteanu și așa mai departe.
Maria Apostol a cântat cu mult succes pe scenele din Polonia, Anglia, Franța, Germania, Italia, Grecia, Israel, Rusia, Iugoslavia, Cehoslovacia, Austria, Ungaria și Bulgaria.
A murit la vârsta de 39 de ani în urma unui cancer mamar netratat la timp. Maria Apostol și-a exprimat dorința să fie înmormântată în satul său natal și nu la București, unde locuia de mai mulți ani.
În centrul comunei Runcu, vizavi de căminul cultural din localitate, se găsește Casa Muzeu “Maria Apostol”, ridicată în cinstea solistei în anul 2009. Clădirea adăpostește lucruri personale, trofeul concursului “Floarea din grădina” câștigat în 1973, precum și obiecte tradiționale din zona Gorjului.

## Discografie
- Discografia Mariei Apostol